# Coppa Italia Serie C 2019-2020
La Coppa Italia Serie C 2019-2020 è  stata una competizione di calcio italiana alla quale hanno partecipato le squadre iscritte al campionato di Serie C 2019-2020. È iniziata il 3 agosto 2019 ed è terminata il 27 giugno 2020 con la vittoria della Juventus U23, al suo primo titolo nazionale. 
La finale, originariamente prevista con gare di andata e ritorno per l'8 e 22 aprile 2020, è stata riprogrammata a causa della pandemia di COVID-19 ed è stata disputata in partita unica e in campo neutro.

## Formula
Hanno partecipato alla competizione le 60 squadre iscritte al campionato di Serie C 2019-2020. La competizione era divisa nelle seguenti fasi:
- Fase eliminatoria a gironi: vi hanno partecipato le 31 squadre che non avevano partecipato alla Coppa Italia maggiore. Le squadre erano suddivise in 11 gironi, di cui 9 costituiti da tre squadre e gli altri 2 da due squadre. Le squadre si sono affrontate in gare di sola andata per i gironi da tre squadre, in gare di andata e ritorno nei gironi da due squadre. La squadra classificata al primo posto è stata ammessa alla Fase Finale.
- Fase finale: vi hanno partecipato 40 squadre: le 29 ammesse di diritto (in quanto designate dalla Lega Italiana Calcio Professionistico per partecipare anche alla Coppa Italia maggiore) e le vincitrici degli 11 gironi della fase eliminatoria. Si è svolta secondo la formula dell'eliminazione diretta, con un tabellone determinato su accoppiamenti guidati dal criterio di vicinanza geografica.
  - Primo turno: è stato disputato solo da 16 delle 40 squadre, che si sono affrontate in 8 partite di sola andata per ridurre il numero delle partecipanti a 32; il fattore campo è stato determinato per sorteggio.
  - Sedicesimi di finale: sono stati disputati dalle 8 vincenti del primo turno e dalle 24 che non avevano disputato il primo turno; si sono giocate 16 partite di sola andata, con fattore campo determinato per sorteggio.
  - Ottavi e quarti di finale: le squadre rimaste si sono affrontate in partite di sola andata. La squadra ospitante è stata determinata per sorteggio.
  - Semifinali e finale: le squadre si sono affrontate in partite di andata e ritorno. La squadra ospitante la partita di andata è stata determinata per sorteggio.

Con un comunicato della Lega Pro, il 10 giugno, si è deciso che la finale si sarebbe disputata in gara unica e in campo neutro. In caso di parità al termine dei tempi regolamentari si sarebbero disputati i tempi supplementari e, in caso di ulteriore parità, i tiri di rigore. È stato stabilito, inoltre, che la finale si sarebbe giocata il 27 giugno 2020. Il 20 giugno è stato scelto, per ospitare la finale, l'Orogel Stadium-Dino Manuzzi di Cesena ed è stato stabilito che essa si sarebbe svolta alle 20:45.
La vincitrice del torneo si sarebbe qualificata di diritto alla fase nazionale dei playoff di Serie C 2019-2020 per la promozione in Serie B 2020-2021, ma qualora essa si fosse trovata in una delle seguenti situazioni:
1. fosse già promossa in Serie B per piazzamento;
2. fosse già ammessa alla fase nazionale dei playoff per piazzamento;
3. dovesse rinunciare alla partecipazione ai playoff;
4. avesse terminato il campionato di Serie C in uno degli ultimi cinque posti (quindi o retrocessa direttamente in Serie D o qualificata ai playout per la salvezza),

il suo posto sarebbe stato colmato dalla finalista sconfitta in questo torneo o, in subordine, dalla quarta classificata del girone cui apparteneva la vincitrice di coppa (per cui sarebbe stata l'undicesima classificata dello stesso girone a occupare l'eventuale posto vacante alla fase dei playoff di girone). Le due undicesime classificate eventualmente subentranti, Vibonese e Pro Patria, hanno rinunciato a disputare i play-off.

## Fase eliminatoria a gironi

### Girone A
| Squadra | P.ti | G | V | N | P | GF | GS | DR |
| ------- | ---- | - | - | - | - | -- | -- | -- |
| Renate  | 6    | 2 | 2 | 0 | 0 | 5  | 2  | +3 |
| Como    | 3    | 2 | 1 | 0 | 1 | 3  | 4  | −1 |
| Gozzano | 0    | 2 | 0 | 0 | 2 | 0  | 2  | −2 |

| Arbitro: | Cherchi (Carbonia) |

|  |           |             |
|  | Marcatori | 51’ Damonte |

| Arbitro: | Bordin (Bassano del Grappa) |

|            |           |  |
| Marano 81’ | Marcatori |  |

| Arbitro: | Delrio (Reggio Emilia) |

|                                            |           |                            |
| Galuppini 12’, 44’ Kabashi 38’ Plescia 85’ | Marcatori | 29’ Marano 30’ Gabrielloni |

### Girone B
| Squadra       | P.ti | G | V | N | P | GF | GS | DR |
| ------------- | ---- | - | - | - | - | -- | -- | -- |
| Lecco         | 3    | 2 | 1 | 0 | 1 | 3  | 3  | 0  |
| Giana Erminio | 3    | 2 | 1 | 0 | 1 | 2  | 2  | 0  |
| AlbinoLeffe   | 3    | 2 | 1 | 0 | 1 | 2  | 2  | 0  |

| Arbitro: | Scarpa (Collegno) |

|  |           |             |
|  | Marcatori | 13’ Sibilli |

| Arbitro: | Arace (Lugo di Romagna) |

|            |           |                     |
| D'Anna 82’ | Marcatori | 90+1’, 90+7’ Mutton |

| Arbitro: | Frascaro (Firenze) |

|             |           |                                 |
| Sibilli 35’ | Marcatori | 45’ (aut.) Nichetti 47’ Capogna |

### Girone C
| Squadra       | P.ti | G | V | N | P | GF | GS | DR |
| ------------- | ---- | - | - | - | - | -- | -- | -- |
| Juventus U23  | 4    | 2 | 1 | 1 | 0 | 5  | 3  | +2 |
| Reggio Audace | 4    | 2 | 1 | 1 | 0 | 5  | 3  | +2 |
| Pergolettese  | 0    | 2 | 0 | 0 | 2 | 0  | 4  | −4 |

| Arbitro: | Emmanuele (Pisa) |

|                        |           |  |
| Beruatto 17’ Toure 21’ | Marcatori |  |

| Arbitro: | Galipo’ (Firenze) |

|  |           |                           |
|  | Marcatori | 73’ Scappini 90+1’ Marchi |

| Arbitro: | Catanoso (Reggio Calabria) |

|                              |           |                      |
| Marchi 10’ Scappini 54’, 88’ | Marcatori | 27’, 37’, 69’ Lanini |

### Girone D
| Squadra   | P.ti | G | V | N | P | GF | GS | DR |
| --------- | ---- | - | - | - | - | -- | -- | -- |
| Pontedera | 4    | 2 | 1 | 1 | 0 | 3  | 2  | +1 |
| Pistoiese | 3    | 2 | 1 | 0 | 1 | 3  | 2  | +1 |
| Pianese   | 1    | 2 | 0 | 1 | 1 | 1  | 3  | −2 |

| Arbitro: | Di Marco (Ciampino) |

|               |           |               |
| Tommasini 48’ | Marcatori | 19’ Benedetti |

| Arbitro: | Petrella (Viterbo) |

|                          |           |             |
| Tommasini 41’ Bruzzo 84’ | Marcatori | 74’ Falcone |

| Arbitro: | Nicolini (Brescia) |

|  |           |                            |
|  | Marcatori | 66’ Cerretelli 84’ Dametto |

### Girone E
| Squadra    | P.ti | G | V | N | P | GF | GS | DR |
| ---------- | ---- | - | - | - | - | -- | -- | -- |
| Cesena     | 6    | 2 | 2 | 0 | 0 | 5  | 2  | +3 |
| Vis Pesaro | 3    | 2 | 1 | 0 | 1 | 2  | 3  | −1 |
| Rimini     | 0    | 2 | 0 | 0 | 2 | 1  | 3  | −2 |

| Arbitro: | Zucchetti (Foligno) |

|              |           |                        |
| Petrovic 86’ | Marcatori | 4’ Butic 18’ De Feudis |

| Arbitro: | Scarpa (Collegno) |

|                                        |           |            |
| Brignani 27’ Capellini 32’ Russini 82’ | Marcatori | 3’ Gennari |

| Arbitro: | Caldera (Como) |

|              |           |  |
| Tessiore 60’ | Marcatori |  |

### Girone F
| Squadra              | P.ti | G | V | N | P | GF | GS | DR |
| -------------------- | ---- | - | - | - | - | -- | -- | -- |
| Virtus Verona        | 4    | 2 | 1 | 1 | 0 | 4  | 2  | +2 |
| Arzignano Valchiampo | 3    | 2 | 1 | 0 | 1 | 2  | 3  | −1 |
| Modena               | 1    | 2 | 0 | 1 | 1 | 3  | 4  | −1 |

| Arbitro: | Angelucci (Foligno) |

|                        |           |                                    |
| Odogwu 3’ Magrassi 72’ | Marcatori | 76’ De Grazia 84’ (aut.) Casarotto |

| Arbitro: | Donda (Gradisca d'Isonzo) |

|                       |           |          |
| Cais 23’ Barzaghi 79’ | Marcatori | 30’ Davi |

| Arbitro: | Giordano (Novara) |

|                          |           |  |
| Pellacani 10’ Lupoli 85’ | Marcatori |  |

### Girone G
| Squadra | P.ti | G | V | N | P | GF | GS | DR |
| ------- | ---- | - | - | - | - | -- | -- | -- |
| Teramo  | 6    | 2 | 2 | 0 | 0 | 4  | 1  | +3 |
| Gubbio  | 3    | 2 | 1 | 0 | 1 | 7  | 2  | +5 |
| Fano    | 0    | 2 | 0 | 0 | 2 | 0  | 8  | −8 |

| Arbitro: | Centi (Viterbo) |

|                                                                               |           |  |
| Battista 9’ Sbaffo 19’ Tavernelli 26’ Malaccari 46’ De Silvestro 49’ Meli 77’ | Marcatori |  |

| Arbitro: | Natilla (Molfetta) |

|  |           |                          |
|  | Marcatori | 10’ Cristini 58’ Minelli |

| Arbitro: | Zamagni (Cesena) |

|                       |           |               |
| Mungo 12’ Minelli 20’ | Marcatori | 53’ Cesaretti |

### Girone H
| Squadra | P.ti | G | V | N | P | GF | GS | DR |
| ------- | ---- | - | - | - | - | -- | -- | -- |
| Ternana | 6    | 2 | 2 | 0 | 0 | 6  | 3  | +3 |
| Olbia   | 3    | 2 | 1 | 0 | 1 | 6  | 4  | +2 |
| Rieti   | 0    | 2 | 0 | 0 | 2 | 2  | 7  | −5 |

| Arbitro: | Cavaliere (Paola) |

|                                       |           |                                |
| Proietti 13’ Ferrante 49’ Paghera 87’ | Marcatori | 69’ Parigi 73’ (rig.) Ogunseye |

| Arbitro: | Scatena (Avezzano) |

|                                            |           |             |
| Ogunseye 31’ 60’ 67’ (rig.) Doratiotto 74’ | Marcatori | 43’ Tirelli |

| Arbitro: | Fiero (Pistoia) |

|                  |           |                                        |
| Marcheggiani 66’ | Marcatori | 35’ Proietti 51’ Salzano 87’ Partipilo |

### Girone I
| Squadra  | P.ti | G | V | N | P | GF | GS | DR |
| -------- | ---- | - | - | - | - | -- | -- | -- |
| Avellino | 4    | 2 | 1 | 1 | 0 | 3  | 2  | +1 |
| Bari     | 3    | 2 | 1 | 0 | 1 | 3  | 3  | 0  |
| Paganese | 1    | 2 | 0 | 1 | 1 | 4  | 5  | −1 |

| Arbitro: | Giaccaglia (Jesi) |

|                              |           |                          |
| Kupisz 30’ Antenucci 49’ 86’ | Marcatori | 31’ Caccetta 77’ Alberti |

| Arbitro: | Acanfora (Castellammare di Stabia) |

|                            |           |                        |
| Diop 43’ (rig.) Mattia 68’ | Marcatori | 6’ Alfageme 63’ Celjak |

| Arbitro: | Costanza (Agrigento) |

|                    |           |  |
| Di Paolantonio 52’ | Marcatori |  |

### Girone L
| Squadra        | P.ti | G | V | N | P | GF | GS | DR |
| -------------- | ---- | - | - | - | - | -- | -- | -- |
| Sicula Leonzio | 3    | 2 | 1 | 0 | 1 | 4  | 2  | +2 |
| Vibonese       | 3    | 2 | 1 | 0 | 1 | 2  | 4  | −2 |

| Arbitro: | Arena (Torre del Greco) |

|                              |           |             |
| Napolitano 26’ Petermann 48’ | Marcatori | 81’ Lescano |

| Arbitro: | Pirrotta (Barcellona Pozzo di Gotto) |

|                                        |           |  |
| Scardina 10’ Sicurella 68’ Lescano 79’ | Marcatori |  |

### Girone M
| Squadra    | P.ti | G | V | N | P | GF | GS | DR |
| ---------- | ---- | - | - | - | - | -- | -- | -- |
| Bisceglie  | 4    | 2 | 1 | 1 | 0 | 3  | 1  | +2 |
| AZ Picerno | 1    | 2 | 0 | 1 | 1 | 1  | 3  | −2 |

| Arbitro: | Cavaliere (Paola) |

|  |           |                       |
|  | Marcatori | 59’ Gatto 88’ Montero |

| Arbitro: | Repace (Perugia) |

|              |           |              |
| Manicone 75’ | Marcatori | 70’ Nappello |

## Fase a eliminazione diretta
Alla fase finale partecipano 40 società di cui 11 qualificate nella fase a gironi e le 29 che hanno partecipato alla Coppa Italia organizzata dalla Lega Nazionale Professionisti Serie A.

### Primo turno
Sulla base di criteri determinati, per sorteggio vengono designate 8 gare di qualificazione per la riduzione da 40 a 32 squadre per l’ammissione ai Sedicesimi di finale.
| Squadra 1      | Risultato | Squadra 2          |
| -------------- | --------- | ------------------ |
| 9 ottobre 2019 |           |                    |
| Südtirol       | 0 - 1     | Feralpisalò        |
| Monza          | 4 - 1     | Renate             |
| Novara         | 0 - 1     | Alessandria        |
| Carpi          | 2 - 0     | Carrarese          |
| Siena          | 2 - 0     | Pontedera          |
| Sambenedettese | 0 - 2     | Fermana            |
| Monopoli       | 3 - 2     | Virtus Francavilla |
| Potenza        | 4 - 1     | Rende              |

| Arbitro: | Caldera (Como) |

|                       |           |  |
| Biasci 51’ Fofana 73’ | Marcatori |  |

| Arbitro: | Frascaro (Firenze) |

|                                               |           |             |
| Gliozzi 13’ Marchi 15’ Mosti 36’ Iocolano 68’ | Marcatori | 33’ De Sena |

| Arbitro: | Zucchetti (Foligno) |

|  |           |                                  |
|  | Marcatori | 17’ (rig.) Cognini 64’ De'Angelo |

| Arbitro: | Bordin (Bassano del Grappa) |

|  |           |              |
|  | Marcatori | 33’ Guidetti |

| Arbitro: | Costanza (Agrigento) |

|  |           |               |
|  | Marcatori | 65’ Akammandu |

| Arbitro: | Arace (Lugo di Romagna) |

|                                |           |  |
| Guidone 27’ (rig.) Panizzi 67’ | Marcatori |  |

| Arbitro: | Giaccaglia (Jesi) |

|                                             |           |                                  |
| Salvemini 20’ Moreo 67’ (rig.) Triarico 87’ | Marcatori | 3’ Puntoriere 71’ (rig.) Vázquez |

| Arbitro: | Arena (Torre del Greco) |

|                                            |           |                       |
| Ferri Marini 30’, 64’ Longo 34’ Murano 90’ | Marcatori | 75’ (rig.) Libertazzi |

### Sedicesimi di finale
Si disputano in gara unica
| Squadra 1           | Risultato       | Squadra 2      |
| ------------------- | --------------- | -------------- |
| 6 novembre 2019     |                 |                |
| Padova              | 1 - 4           | Vicenza        |
| Monza               | 2 - 3 (dts)     | Pro Patria     |
| Juventus U23        | 1 - 0           | Alessandria    |
| Pro Vercelli        | 1 - 0           | Carpi          |
| Piacenza            | 1 - 1 (3-1 dtr) | Imolese        |
| Ravenna             | 2 - 4           | Cesena         |
| Siena               | 2 - 0           | Arezzo         |
| Viterbese Castrense | 0 - 1           | Teramo         |
| Ternana             | 4 - 1           | Fermana        |
| Avellino            | 2 - 1           | Cavese         |
| Casertana           | 2 - 1           | Bisceglie      |
| Catanzaro           | 2 - 0           | Monopoli       |
| Reggina             | 2 - 3           | Potenza        |
| 7 novembre 2019     |                 |                |
| Feralpisalò         | 1 - 0           | Lecco          |
| 13 novembre 2019    |                 |                |
| Triestina           | 1 - 0           | Virtus Verona  |
| 20 novembre 2019    |                 |                |
| Catania             | 1 - 0           | Sicula Leonzio |

| Arbitro: | Kumara (Verona) |

|                           |                      |                                 |
| Della Latta 97’           | Marcatori            | 114’ Padovan                    |
| Bolis Corradi Borri Nicco | Tiri di rigore 3 – 1 | Tentoni Padovan Valeau Boccardi |

| Arbitro: | Nicolini (Brescia) |

|          |           |  |
| Varas 8’ | Marcatori |  |

| Arbitro: | Acanfora (Castellammare S.) |

|                              |           |  |
| Fischnaller 49’ Giannone 75’ | Marcatori |  |

| Arbitro: | Luciani (Roma) |

|                        |           |                                    |
| Marchi 33’ Chiricò 44’ | Marcatori | 31’ Pedone 39’ Marcone 109’ Molnar |

| Arbitro: | Delrio (Reggio Emilia) |

|  |           |                 |
|  | Marcatori | 28’ Cancellotti |

| Arbitro: | Colombo (Como) |

|             |           |                                                |
| Germano 46’ | Marcatori | 16’ Arma 32’ Bianchi 41’ Liviero 59’ Zarpellon |

| Arbitro: | Collu (Cagliari) |

|                           |           |  |
| Han Kwang-song 38’ (rig.) | Marcatori |  |

| Arbitro: | Bitonti (Bologna) |

|                            |           |                                           |
| Nocciolini 17’ Fiorani 26’ | Marcatori | 6’, 9’ Giraudo 7’ Franco 41’ (rig.) Sarao |

| Arbitro: | Meraviglia (Pistoia) |

|                          |           |  |
| D'Auria 27’ Polidori 73’ | Marcatori |  |

| Arbitro: | Moriconi (Roma) |

|                                                       |           |             |
| Vantaggiato 45’ Russo 54’ Torromino 77’ Partipilo 89’ | Marcatori | 9’ Molinari |

| Arbitro: | Garofalo (Torre del Greco) |

|                                   |           |               |
| Alfageme 44’ Micovschi 84’ (rig.) | Marcatori | 19’ El Ouazni |

| Arbitro: | Valente (Viterbo) |

|                                     |           |           |
| Floro Flores 36’ Starita 89’ (rig.) | Marcatori | 81’ Longo |

| Arbitro: | Marini (Trieste) |

|                                     |           |                                          |
| Doumbia 59’ De Francesco 74’ (rig.) | Marcatori | 41’ Iuliano 55’ Arcidiacono 79’ Vuletich |

| Arbitro: | Maggio (Lodi) |

|             |           |  |
| Mordini 10’ | Marcatori |  |

| Arbitro: | De Tommaso (Rimini) |

|                       |           |  |
| Costantino 81’ (rig.) | Marcatori |  |

| Arbitro: | Cosso (Reggio Calabria) |

|             |           |  |
| Curiale 30’ | Marcatori |  |

### Ottavi di finale
Si disputano in gara unica.
| Squadra 1        | Risultato       | Squadra 2    |
| ---------------- | --------------- | ------------ |
| 27 novembre 2019 |                 |              |
| Vicenza          | 3 - 1 (dts)     | Triestina    |
| Feralpisalò      | 3 - 2           | Pro Patria   |
| Juventus U23     | 2 - 0           | Pro Vercelli |
| Cesena           | 1 - 1 (2-4 dtr) | Piacenza     |
| Siena            | 3 - 1           | Teramo       |
| Avellino         | 0 - 1           | Ternana      |
| Catanzaro        | 2 - 0           | Casertana    |
| Potenza          | 1 - 2           | Catania      |

| Arbitro: | Ricci (Firenze) |

|                                |           |  |
| Frederiksen 75’ Clemenza 90+5’ | Marcatori |  |

| Arbitro: | Natilla (Molfetta) |

|                     |           |  |
| Fischnaller 5’, 10’ | Marcatori |  |

| Arbitro: | Carella (Bari) |

|            |           |                                 |
| França 66’ | Marcatori | 35’ (rig.) Di Piazza 69’ Biondi |

| Arbitro: | Cudini (Fermo) |

|                             |                      |                          |
| Sarao 41’                   | Marcatori            | 38’ Pergreffi            |
| Ciofi Rosaia Franco Borello | Tiri di rigore 2 – 4 | Bolis Nicco Paponi Borri |

| Arbitro: | Di Graci (Como) |

|                                 |           |           |
| Arma 81’ Tronco 92’ Guerra 111’ | Marcatori | 73’ Gomez |

| Arbitro: | Donda (Gradisca d'Isonzo) |

|                                                   |           |                       |
| Magnino 15’ Scarsella 59’ Ceccarelli 90+5’ (rig.) | Marcatori | 4’ Parker 54’ Defendi |

| Arbitro: | Maranesi (Ciampino) |

|  |           |           |
|  | Marcatori | 84’ Nesta |

| Arbitro: | Cascone (Nocera Inferiore) |

|                                            |           |             |
| Campagnacci 21’ Arrigoni 34’ Polidori 81.’ | Marcatori | 34’ Bombagi |

### Quarti di finale
Si disputano in gara unica.
| Squadra 1        | Risultato | Squadra 2    |
| ---------------- | --------- | ------------ |
| 11 dicembre 2019 |           |              |
| Siena            | 0 - 1     | Ternana      |
| 18 dicembre 2019 |           |              |
| Piacenza         | 1 - 2     | Juventus U23 |
| Catanzaro        | 0 - 1     | Catania      |
| Vicenza          | 0 - 1     | Feralpisalò  |

| Arbitro: | Feliciani (Teramo) |

|  |           |                 |
|  | Marcatori | 64’ Vantaggiato |

| Arbitro: | Ricci (Firenze) |

|             |           |                           |
| Cattaneo 7’ | Marcatori | 39’ (rig.) Rafia 47’ Mota |

| Arbitro: | Miele (Nola) |

|  |           |               |
|  | Marcatori | 76’ Biagianti |

| Arbitro: | Bitonti (Bologna) |

|  |           |                     |
|  | Marcatori | 63’ (rig.) Maiorino |

### Semifinali
Si disputano in partite di andata e ritorno.
| Squadra 1   | Totale | Squadra 2    | Andata | Ritorno     |
| ----------- | ------ | ------------ | ------ | ----------- |
| Feralpisalò | 2 - 4  | Juventus U23 | 2 - 0  | 0 - 4 (dts) |
| Ternana     | 2 - 0  | Catania      | 2 - 0  | 0 - 0       |

#### Andata
| Arbitro: | De Santis (Lecce) |

|                             |           |  |
| Partipilo 48’ Torromino 67’ | Marcatori |  |

| Arbitro: | D'Ascanio (Ancona) |

|                   |           |  |
| Maiorino 12’, 25’ | Marcatori |  |

#### Ritorno
| Arbitro: | Marini (Trieste) |

|                                                    |           |  |
| Marchi 14’ Zanimacchia 59’, 115’ (rig.) Rafia 119’ | Marcatori |  |

| Catania 13 febbraio 2020, ore 15:00 CET Semifinali | Catania            | 0 – 0 referto | Ternana | Stadio Angelo Massimino (3719 spett.)\| Arbitro: \| Natilla (Molfetta) \| |
| Arbitro:                                           | Natilla (Molfetta) |               |         |                                                                           |

### Finale
| Arbitro: | Paterna (Teramo) |

|               |           |                                |
| Mammarella 6’ | Marcatori | 12’ (rig.) Brunori 45+1’ Rafia |

## Statistiche

### Individuali

#### Classifica marcatori[6]
| Gol | Rigori |  | Giocatore          | Squadra                      |
| --- | ------ |  | ------------------ | ---------------------------- |
| 4   | 2      |  | Roberto Ogunseye   | Olbia                        |
| 3   | 1      |  | Hamza Rafia        | Juventus U23                 |
| 3   |        |  | Ettore Marchi      | Reggio Audace (1); Monza (2) |
| 3   | 1      |  | Pasquale Maiorino  | Feralpisalò                  |
| 3   |        |  | Manuel Fischnaller | Catanzaro                    |
| 3   |        |  | Eric Lanini        | Juventus U23                 |
| 3   |        |  | Stefano Scappini   | Reggio Audace                |
| 3   |        |  | Anthony Partipilo  | Ternana                      |